# Ненчулешть (Телеорман)
Ненчулешть, Ненчулешті (рум. Nenciulești) — село у повіті Телеорман в Румунії. Входить до складу комуни Ненчулешть.
Село розташоване на відстані 84 км на південний захід від Бухареста, 12 км на північний захід від Александрії, 115 км на схід від Крайови.

## Населення
За даними перепису населення 2002 року у селі проживали 2105 осіб, усі — румуни. Рідною мовою 2104 особи (> 99,9%) назвали румунську.